# Мочярка
Мочярка (словац. Močiarka) — річка в Словаччині, ліва притока Малини, протікає в окрузі Малацки.
Довжина — 15 км; площа водозбору 60,9 км².
Витікає з масиву Пезінські Карпати біля села Яблонове на висоті 395 метрів. Серед приток — Яблоновський потік.
Впадає у Малину біля села Лаб на висоті 141 метр.